# Museo di storia naturale (Sulmona)
Il Museo di Storia Naturale è sito nel Palazzo Sardi di via Angeloni 11, a Sulmona, in Provincia dell'Aquila, ov'è anche la Comunità Montana Peligna.
Il museo si dirama in 7 sale suddivise in 2 piani.
Nelle prime 2 sale al primo piano vi è una collezione di insetti prevalentemente del territorio gestito dalla comunità montana stessa, che comprende:
- insetti stecco
- api
- farfalle
- bombi
- falene
- scorpioni
- scarafaggi.

Nelle successive 2 sale al primo piano è di recente installazione una collezione di fossili, tra cui spiccano delle ammoniti, delle ossa di un cavallo ed un ittiosauro.
Nelle successive 3 sale al secondo piano vi sono innumerevoli minerali che spaziano fra tutte le classi conosciute, tra cui:
- orpimento
- realgar
- opale
- ferrocianuro bipotassico
- cuprite
- quarzo
- smithsonite
- pirite
- zircone
- agata

nonché molte geodi.
Particolari sono, presso la rampa d'accesso al piano superiore, delle immagini di animali.